# بردار حمله
در امنیت رایانه‌ای، یک بردار حمله (به انگلیسی: attack vector) مسیر، روش یا سناریوی مشخصی است که می‌تواند برای نفوذ به یک سیستم فناوری اطلاعات مورد بهره‌برداری قرار گیرد و به این ترتیب، امنیت آن را به خطر اندازد. این اصطلاح از یک مفهوم متناظر در زیست‌شناسی (ناقل) گرفته شده است. یک بردار حمله ممکن است به‌صورت دستی، خودکار یا ترکیبی از فعالیت‌های دستی و خودکار مورد سوءاستفاده قرار گیرد.
اغلب این کار یک فرایند چندمرحله‌ای است. برای مثال، کد مخرب (کدی که کاربر رضایتی نسبت به اجرای آن ندارد و کارهایی را انجام می‌دهد که کاربر نیز با آن موافقت نمی‌کرد) معمولاً با اضافه شدن به یک سندی که ظاهری بی‌ضرر دارد و در اختیار کاربر نهایی قرار می‌گیرد، عمل می‌کند. هنگامی که کاربر ناآگاه سند را باز می‌کند، کد مخرب مذکور (که به عنوان سرباره شناخته می‌شود) اجرا شده و وظایف سوءاستفاده‌گرانه‌ای را که برای آن برنامه‌ریزی شده است انجام می‌دهد، که می‌تواند شامل مواردی مانند گسترش بیشتر خود، باز کردن دسترسی غیرمجاز به سیستم فناوری اطلاعات، سرقت یا رمزگذاری اسناد کاربر و غیره باشد.
برای محدود کردن احتمال کشف پس از نصب، کد موردنظر اغلب توسط لایه‌هایی از کد ظاهراً بی‌ضرر پوشیده می‌شود.
برخی بردارهای حمله رایج عبارت‌اند از:
- بهره‌برداری از سرریز بافر؛ این همان روشی است که کرم بلستر توانست از آن برای انتشار استفاده کند.
- بهره‌برداری از صفحات وب و ایمیل که امکان بارگیری و اجرای جاوااسکریپت یا انواع دیگر اسکریپت‌ها را قدرت آنها به طور مناسب محدود نشده است.
- بهره‌برداری از نقص‌های موجود در پروتکل‌های شبکه برای انجام اعمال غیرمجاز در انتهای دیگر اتصال شبکه.
- فیشینگ: ارسال پیام‌های فریب‌دهنده به کاربران نهایی برای ترغیب آن‌ها به افشای اطلاعات محرمانه مانند گذرواژه‌ها.